# White Trash
White Trash (englisch wörtlich „weißer Abfall“, sinngemäß etwa „weißer Abschaum“) ist eine abwertende Bezeichnung für Mitglieder der weißen Unterschicht vor allem in den Appalachen, den Südstaaten und den ländlichen Teilen der Vereinigten Staaten. Der Begriff wurde in den Südstaaten geprägt, wird aber nun in den gesamten Vereinigten Staaten verwendet; er gilt heute als verunglimpfende, gleichermaßen klassistisch und rassistisch diskriminierende Bezeichnung und wird als Schimpfwort gebraucht.

## Wortherkunft
Schon mit Beginn der britischen Besiedlung gab es eine landlose Unterschicht, die von dünkelhaften Puritanern, die das britische Klassensystem mitbrachten, oft als rubbish oder waste people (Müll) bezeichnet wurde. So gab es 1729 in North Carolina unter 36.000 Menschen nur 3.281 Landeigner. Der Gebrauch des Begriffs White Trash lässt sich ab etwa 1830 nachweisen. Ursprünglich wurde er von afroamerikanischen Sklaven in Bezug auf Weiße genutzt, die wie sie auf den Feldern arbeiten mussten, dabei aber hinsichtlich ihrer Lebensumstände oft schlechter gestellt waren als die Sklaven selbst. Die Verwendung fand sinngemäß auch Eingang in Gesänge der Sklaven, wie etwa „He don’t lak whisky but he jest drinks a can. Honey! I’d ruther be a Nigger dan po’ white man“ („… ich wäre lieber ein Nigger als ein armer Weißer“). Bis um 1900 wurde der Begriff ausschließlich in den Südstaaten verwendet.
Wilbur Joseph Cash veröffentlichte 1941 sein Werk über die Klassenbeziehungen der Südstaaten: The Mind of the South. Für ihn ist der arme Weiße nicht mehr der hart arbeitende Farmarbeiter, sondern der von der reichen Pflanzeraristokratie domestizierte, quasi entmännlichte arme Weiße, was sich in der evolutionären Rückentwicklung seines erschlafften Körperbaus ausdrücke. Er sei „kinnlos“, seine veränderte soziale Stellung verändere also auch seine Physiognomie. Er richte in seinem Masochismus seinen Hass ausschließlich gegen die Schwarzen statt gegen die Plantagenbesitzer. Die Ambivalenz dieser zwischen Klassenanalyse und Eugenik schwankenden literarischen Phantasie besteht darin, dass sie sowohl als utopisch erträumter Wiederaufbau des „alten“ agrarischen Südens mit der Wiederherstellung seiner männlichen Werte als auch als tendenziell rassistische Apologie der Überlegenheit und der Privilegien der weißen Mittel- und Oberschichten interpretiert werden kann.
Bekannter wurde der Begriff durch Dorothy Allisons Kurzgeschichtensammlung Trash, die 1989 mit dem Lambda Literary Award ausgezeichnet wurde. Darauf basierte auch ihr Roman Out of Carolina (dt. Die Angst in mir ist wie ein großer Fluss / Kuckuckskinder) von 1992, der in ihrer Heimatstadt Greenville spielt und die Verachtung des White Trash durch die Mittelschichten thematisiert.
Außerhalb der Südstaaten wurde seit Beginn des 20. Jahrhunderts die ungelernte, gewerkschaftlich nicht organisierte erste Generation von Industriearbeitern häufiger als White Trash bezeichnet. Nach der großen Depression in den 1930er Jahren wurden die weißen Arbeitslosen, Saison- und Gelegenheitsarbeiter, vor allem aber die verarmten Pächter so genannt, die sich weigerten, ihr Land zu verlassen, um als Ungelernte in der Fabrik zu arbeiten, so wie sie in Erskine Caldwells Roman Tobacco Road von 1932 beschrieben werden. Dem White Trash zugerechnete Menschen galten als immobil (oder allenfalls saisonal mobil); sie verweigerten sich den fordistischen Imperativen, und diese Haltung findet in den sie nicht herabwürdigenden Fotografien von Walker Evans einen deutlichen Ausdruck. Der Begriff White Trash markierte eine Grenz- oder Abstiegsposition zwischen den Weißen und den schwarzen Unterschichten, deren verlassene Häuser sie oft nutzen mussten. Diese marginalisierte Position wird z. B. im Roman To Kill a Mockingbird von Harper Lee deutlich, in dem die Familie Ewell als Beispiel für eine als white trash geltende Familie gezeigt wird. Im Zweiten Weltkrieg nahm die Zahl der in Trailern hausenden Rüstungsarbeiter noch einmal zu. Nach dem Krieg wurden diese Gruppen der armen Weißen mobiler und drangen in die Wohnviertel der weißen Mittelschichten ein, von denen sie als Bedrohung wahrgenommen wurden. Diese Grenzüberschreitung wurde oft mit Gewalt und Verachtung sanktioniert.

## Gegenwärtige Verwendung
Mit White Trash bezeichnet man in den Vereinigten Staaten heute die weiße Unterschicht und die ihr zugeschriebenen Lebensumstände, die vor allem von desolaten Familienverhältnissen und Alkoholproblemen dominiert würden. Kennzeichnend für diesen Stereotyp sind Wohnwagensiedlungen, die aus Mobile Homes bestehen, Tattoos und die hauptsächliche Ernährung mit ungesunden, extrem zucker- oder fetthaltigen Nahrungsmitteln. Diese Menschen hätten sich aufgegeben; ihr Gesundheitszustand sei miserabel, die Suizidrate steige.
Verwandte, jedoch nicht deckungsgleiche Begriffe sind Redneck und Hillbilly (etwa: Hinterwäldler) sowie „Trailer trash“ oder „Latino Trash“.
Der Begriff spielte im Präsidentschaftswahlkampf 2016 eine große Rolle, als im August 2016 das Buch Hillbilly Elegie: A Memoir of a Family and Culture in Crisis des bis dahin unbekannten Autors J. D. Vance erschien. Er beschreibt das verarmte Arbeitermilieu schottisch-irischer Abstammung im Rust Belt, dem er selbst entstammt, mit seiner extrem patriotischen Kultur, in der Loyalität viel zähle und in der es auf Ehre ankomme. Armut stelle hier eine Familientradition dar: Die Vorfahren dieser Menschen waren Tagelöhner in den Südstaaten, danach Farmpächter, Bergarbeiter, ungebildete Fabrikarbeiter und Maschinisten, schließlich Arbeitslose. Er beschreibt, dass die Lebenslage der verarmten Weißen sich nicht von der der armen Schwarzen unterscheide, und von der der Latinos nur dadurch, dass diese mehr Optimismus hätten: „[…] ich habe viele Sozialhilfeköniginnen gekannt; manche waren meine Nachbarn, und alle waren weiß.“ Donald Trump – so ein Rezensent – wirke auf diese „verlorenen Seelen“ wie ein Messias. Hillary Clinton hatte im Wahlkampf 2016 die „Hälfte“ der Unterstützer Trumps, die vermeintlichen Rassisten, Frauenfeinde und Homophoben, als Deplorables („Bedauernswerte“) bezeichnet, „because they think somehow he’s going to restore an America that no longer exists. So just eliminate them from your thinking […]“ („weil sie denken, irgendwie wird er ein Amerika, das es gar nicht mehr gibt, schon wieder reparieren. Vergesst diese Leute einfach…“). Diese Aussage wurde als Provokation gegenüber dem White Trash interpretiert, ähnlich wie eine Aussage Obamas 2008: „[…] they cling to guns or religion or antipathy toward people who aren't like them […]“ („sie klammern sich an Schusswaffen oder an die Religion oder an Antipathien gegenüber Leuten, die nicht so sind wie sie“). Clinton bedauerte ihre Aussage später.

## Wissenschaftliche Debatte
Dina Smith von der Drake University wendet sich gegen die Verwendung der Metapher White Trash in den akademischen und populären Diskursen, die das gelebte Leben der arbeitenden weißen Klasse vor allem der Südstaaten zur Schau stelle, verzerre und diese Menschen als technologisch-ideologisch rückständig und überflüssig erscheinen lasse. Diese Diskurse, so Smith, entwerfen ein nostalgisches Bild der Südstaatengesellschaft, in der die Klassengrenzen und die Abstände zwischen ihnen noch klar markiert waren, um die Dominanz der gebildeten Mittelschichten aufrechterhalten zu können.
Die Herausgeber des Sammelbandes White Trash: Race and Class in America, Matt Wray und Anna Lee Newitz, hoffen, die prekär gewordene weiße Identität durch „cultural studies“ mit den liberalen Ideen des Multikulturalismus und der Diversität zu versöhnen, doch verwenden sie Dina Smith zufolge einen ahistorischen Begriff von White Trash, der sich auf dessen aktuelle pejorative Bedeutung beschränkt und die historische, latent rassistische Bedeutungsverschiebung von den Poor White zum White Trash, den Natural born losers, ignoriert. Auch eine Ästhetisierung des Lifestyles des White Trash, der bis zur Herausgabe von äußerst erfolgreichen nostalgischen White-Trash-Kochbüchern für die Mittelschicht reicht, sei eine Ausbeutung der immer neu produzierten Armut in Warenform: Die Kochbücher würden keine leeren Kühlschränke zeigen, sondern die vom Massenkonsum präferierten, zahlreiche Konservierungsmittel enthaltenden Lebensmittel der 1950er Jahre. Die Nostalgie markiere eine soziale Distanz, aus der diese Gruppen ungefährlich erscheinen. Da man heute schwarze Armut aus Gründen der politischen Korrektheit nicht darstellen dürfe, müsse man sich von den weißen Armen abgrenzen.
Kennzeichnend für die Menschen, die heute als White Trash bezeichnet werden, sei jedoch nicht so sehr ihre Immobilität am Arbeitsmarkt, denn sie dienten als flexible Dienstleistungsreserve, sondern ihre immobilen, weil armutsbedingten, Konsummuster. Diese Verschiebung der Aufmerksamkeit von den immer instabileren Klassenverhältnissen hin zum vermeintlich immobilen White Trash, vom flexiblen Arbeitsmarkt auf die starren Muster der Konsumsphäre, sei Ausdruck der zunehmenden Obsoleszenz von Lebensformen und der Angst vor dem Überflüssigwerden durch flexible Technologien, zugleich aber ein Hinweis auf den einzigen Ort, an dem die Identität der überflüssigen weißen Arbeiterklasse überleben könne – eben nur als White Trash. Dina Smith warnt davor, den Signifikanten White Trash mit dem Signifikat zu verwechseln; er sei ein Zeichen für etwas ganz anderes.
Liberale Autoren erklären den Hass der weißen Unterschichten meist mit dem Verlust ihrer Stellung in der gesellschaftlichen „Hackordnung“. So begründet die in den USA lebende Publizistin Andrea Köhler die Xenophobie der armen Weißen damit, dass ihr noch in den 1980er Jahren intakter psychohygienische Selbstschutzmechanismus nicht mehr funktioniere. Dieser hätte es ihnen noch zu Präsident Johnsons Zeiten erlaubt, auf die noch ärmeren Afroamerikaner und die für diese eingerichteten Sozialprogramme herabzuschauen. Dieser Selbstschutz funktioniere heute nicht mehr gegenüber den sozial aufsteigenden Hispanos und anderen Minderheiten.
JD Vance hingegen erklärt die Wut und den Fatalismus der armen Weißen nicht primär mit Rassismus: Sie verglichen ihre Lage nicht mit der von Afroamerikanern und Hispanos, sondern mit der weitaus komfortableren ihrer Eltern oder sogar Großeltern, während ihre weißen Landsleute auf sie wie Eingeborene herabblickten.

## In Literatur, Musik und Film
Das Buch The Southern Poor-White from Lubberland to Tobacco Road von Shields McIlwaine (1939) war die erste umfangreiche Analyse der Darstellungen der armen Weißen in der Literatur der Südstaaten. McIlwaine versucht zu zeigen, dass die Armut dieser Gruppe ein durch Klassenbeziehungen bedingtes Phänomen ist und dass sie sich selbst nicht als Trash sehen; sie werden von außen so codiert, aber die Armut dringt irgendwann in die Selbstwahrnehmung ein.
Dorothy Allison beschreibt in ihrem Roman mit teils autobiographischen Zügen Bastard Out of Carolina das Leben in Greenville (South Carolina) unter den Bedingungen ländlicher Armut, klar definierter und codierter südstaatlicher Klassen- und Machtverhältnisse und angesichts der Verachtung durch die weißen Mittelschichten.
In seinem Lied Copperhead Road spielt der Sänger Steve Earle darauf an, dass für den Vietnam-Krieg zunächst der „White Trash“ für die Armee rekrutiert worden sei. Der amerikanische Sänger Willy DeVille verwendete den Begriff auf dem Album Loup Garou in dem Lied White Trash Girl. Darin beschreibt er die problematischen Lebensumstände eines Mädchens, das zum „White Trash“ gehört. 1992 veröffentlichte die Punk-Rock-Band NOFX das Album White Trash, Two Heebs and a Bean. In dem Song Darkside der Nu-Metal-Band Crazy Town aus dem Jahre 2000 kommt der Begriff auch vor. Der ebenfalls aus den Vereinigten Staaten stammende Sänger Everlast behandelt das Thema in dem 2004 veröffentlichten Musikstück White Trash Beautiful. Eminem nahm den Begriff in seiner Single White Trash Party auf. Ein Remix von Marilyn Mansons Song Cake and Sodomy läuft unter dem Titel White Trash.
Filme wie beispielsweise Daddy and them – Durchgeknallt in Arkansas oder das mehrfach preisgekrönte Drama Winter’s Bone nehmen Bezug auf das Thema.